# Romelia Lichtenstein
Romelia Lichtenstein (* 12. März 1962 in Sofia) ist eine deutsche Opern-, Operetten-, Oratorien-, Lied- und Konzertsängerin (Sopran).

## Leben und Wirken
Romelia Lichtenstein wurde in Sofia geboren, wuchs in Rostock auf und sang im Alter von neun Jahren den Ersten Knaben in Mozarts Die Zauberflöte. Nach einer Ausbildung als Kinderkrankenschwester studierte sie an der Musikhochschule Leipzig Gesang bei Helga Forner.
Schon in ihrem ersten Engagement an der Oper Chemnitz zeigte sich das ungewöhnlich breite Spektrum ihres Soprans – hier sang sie Rosina in Rossinis Barbier von Sevilla, Sandrina in Mozarts Gärtnerin aus Liebe und erstmals die drei Frauenpartien in Offenbachs Hoffmanns Erzählungen. Mozarts Frauenpartien prägten auch ihre Jahre am Opernhaus Leipzig. Unter Leitung von Michail Jurowski, Lothar Zagrosek und Stefan Soltesz sang sie die Zerlina und die Fiordiligi, Pamina und die Königin der Nacht, aber auch die Mimi in Peter Konwitschnys Inszenierung von La Bohème. Ihr komödiantisches Talent und die Arbeit mit Regisseuren wie István Szabó, John Dew und Anthony Pilavachi ließen sie zu einer Sängerin von hoher darstellerischer Intensität und Ausstrahlung reifen.
Am Opernhaus Halle begann sie 1995 mit einem Debüt als Madama Butterfly, für das die Zeitschrift Opernwelt sie als beste Opernsängerin des Jahres nominierte. Es folgten weitere Hauptpartien, durch die Romelia Lichtenstein zu einer das Hallenser Musiktheater  prägenden Sängerpersönlichkeit wurde. 2006/2008 war sie als Mentorin von Stipendiaten der Jürgen-Ponto-Stiftung tätig. Gastspiele führten sie an die Semperoper Dresden, an die Opernhäuser von Graz, Wiesbaden, Weimar und Metz. In Würdigung ihrer herausragenden künstlerischen Verdienste wurde die Sopranistin 2012 zur Kammersängerin ernannt.
Von besonderer Bedeutung für ihre stimmliche Entwicklung war die Begegnung mit der Musik Georg Friedrich Händels. Allein bei den Händel-Festspielen in Halle gestaltete sie Haupt- und Titelpartien in mehr als zehn seiner Opern. Der Romilda in Serse, Florinda in Rodrigo, Gismonda in Ottone wie der Zauberin Alcina gab Romelia Lichtenstein durch stimmliche Präsenz und Raffinesse unverwechselbare Kontur. An der Komischen Oper Berlin Merab im Saul, bei den Händel-Festspielen Karlsruhe Miriam in der Operncollage Die Plagen. Ihre Elisa in Tolomeo ist als CD-Gesamtaufnahme, ihre Alceste in Admeto auf DVD erschienen. Mehrfach arbeitete sie mit Barockspezialisten wie Marcus Creed, Howard Arman, Michael Schneider und Hermann Max zusammen. Als  Interpretin und Händel-Protagonistin wurde Romelia Lichtenstein 2016 der Händel-Preis verliehen.
Ihr gelang der selten glückliche Schritt einer Facherweiterung hin zum Italienisch-Dramatischen. „Für Romelia Lichtenstein ist die Lucrezia Borgia nach Norma und Lucia di Lammermoor ein weiterer Belcanto-Triumph. Sie schafft mit großer Intensität in ihren Arien den Wechsel vom Lyrischen ins Dramatische, moduliert die Stimme auch in den nahezu makellosen Koloraturen in einem perfekten Messa di voce. Dass sie dabei über eine dunkel-timbrierte Mittellage verfügt und diese wohlbedacht einsetzt, hat sie jüngst an gleicher Stelle als Lady Macbeth eindrucksvoll unter Beweis gestellt“, schrieb das Fachblatt ORPHEUS international (05/06 2011). Mit ihrer Violetta in La traviata hatte sie Erfolge an den Opernhäusern Göteborg und Bremen sowie in Stockholm vor dem Schwedischen Königshaus. Ab 2006 konnte sie in einer Reihe  anspruchsvoller Partien von Bellini, Verdi und Donizetti überzeugen, wozu Abigaile in Nabucco und Leonora in Der Troubadour gehören. Verdi wurde neben Händel der zweite Fixpunkt in der Arbeit von Romelia Lichtenstein.
An der Oper Halle sang sie u. a. Leonora in Verdis Die Macht des Schicksals, Metella in Händels Lucio Cornelio Silla, Despina in Mozarts Così fan tutte, die Titelpartien in Adriana Lecouvreur von Francesco Cilea und in Puccinis Tosca sowie in Händels Berenice. Zuletzt war sie dort in einer Inszenierung von Giuseppe Verdis Messa da Requiem zu erleben, als Sélica in Meyerbeers L’Africaine, in der Titelpartie von Jacques Offenbachs Großherzogin von Gerolstein, als Amelia in Verdis Un ballo in maschera und als Elvira in Mozarts Don Giovanni. Die Reihe ihrer Händel-Interpretationen setzte sie 2018/2019 fort mit der Titelpartie in Berenice, 2020 mit der Medea in Teseo, 2021 mit Partien in der Inszenierung zum Oratorium Brockes-Passion, gefolgt 2025 von der Titelpartie in Agrippina. In dem lyrischen Drama Manru von Ignacy Jan Paderewski gestaltete Romelia Lichtenstein 2022 an der Oper Halle mit Ulana eine der Hauptpartien – die Aufführung wurde live übertragen und eine CD produziert. Mit der Marschallin in Richard Strauss’ Der Rosenkavalier führte sie 2023 ihre erfolgreiche Karriere fort.
Zunehmend ist Romelia Lichtenstein auch als Konzert-Sängerin tätig. In der Berliner Philharmonie, dem Musikverein Wien, der Liederhalle Stuttgart, in Madrid und Warschau sang sie in Mozarts Requiem, Haydns Die Schöpfung, Brittens War Requiem und Schostakowitschs 14. Sinfonie. Enoch zu Guttenberg engagierte sie für Beethovens Missa solemnis beim Musikfestival Santander und für Verdis Requiem beim Rheingau Musik Festival. Die CD-Aufnahme des Giob von Carl Ditters von Dittersdorf wurde 2002 mit dem Preis der Deutschen Schallplattenkritik ausgezeichnet. 2013 gab sie mit den Wesendonck-Liedern ihr konzertantes Wagner-Debüt und sang zu den Verdi-Tagen in der Messa da Requiem. Im Rahmenprogramm der Oper Schahrazade von Bernhard Sekles interpretierte Romelia Lichtenstein Lieder dieses fast vergessenen jüdischen Komponisten – der Mitteldeutsche Rundfunk sendete das  Konzert. Ihre Interpretation von Donizettis Anna Bolena erfolgte in konzertanten Aufführungen 2017 und 2018. Im Clara-Schumann-Jahr 2019 bestritt Romelia Lichtenstein den Gesangspart in der Aufführungsserie eines historischen Konzertes von 1869, u. a. in Zwickau, Leipzig, Magdeburg. Der Abend „Sehnsuchtsorte“ 2021 mit Werken von Franz Schubert, Robert und Clara Schumann und Felix Mendelssohn Bartholdy bestätigte ihr großes Talent als Liedinterpretin.

## Preise
- 1990: 1. Preis beim Wettbewerb junger Opernsänger in Gera
- 1990: Mozart-Preis beim Internationalen Gesangswettbewerb „Francisco Viñas“ in Barcelona
- 2016: Händel-Preis

## Diskografie
- Georg Friedrich Händel, Admeto, 2 DVDs + 2 CDs, Arthaus Musik
- Karl Ditters von Dittersdorf, Giob (Oratorium), CD, cpo
- Engelbert Humperdinck, Hänsel und Gretel, DVD, NCA